# Moody Blue
Moody Blue är Elvis Presleys sista studioalbum, utgivet 1977. Det innehöll tio låtar, varav fyra liveinspelningar. 
Studioinspelningarna är gjorda på Graceland i en temporärt uppställd portabel studio, eftersom Elvis inte var speciellt villig att komma till en vanlig studio och spela in på bestämda tider. Musikerna fick vänta på att Elvis anlände till den portabla studion, belägen bakom Graceland, för att påbörja inspelningen. Denna inspelningssession ägde rum 1976. Skivan From Elvis Presley Boulevard, Memphis Tennessee innehåller låtar från samma session. Albumet har även kommit ut i en remastrad nyutgåva, med förbättrat ljud och med bonusspår från albumet From Elvis Presley Boulevard, Memphis Tennessee.

## Låtlista
1. "Unchained Melody" (North, Zaret) - 2:36 (live)
2. "If You Love Me (Let Me Know)" (Rostill) - 3:02 (live)
3. "Little Darlin'" (Williams) - 1:55 (live)
4. "He'll Have to Go" (Allison, Allison) - 4:35
5. "Let Me Be There" (Rostill) - 3:38 (live)
6. "Way Down" (Martine) - 2:41
7. "Pledging My Love" (Robey, Washington) - 2:50
8. "Moody Blue" (James) - 2:53
9. "She Thinks I Still Care" (Lipscomb) - 3:54
10. "It's Easy for You" (Lloyd Webber, Rice) - 3:30

### Fotnoter
1. ↑  ”Moody Blue” (på engelska). Allmusic. 15 mars 1977. http://www.allmusic.com/album/moody-blue-mw0000196499. Läst 30 september 2014.